# Kanton Saint-Claude (Guadeloupe)
Kanton Saint-Claude (francouzsky Canton de Saint-Claude) byl francouzský kanton v departementu Guadeloupe v regionu Guadeloupe. Tvořila ho pouze město Saint-Claude. Zrušen byl při reformě francouzských kantonů z roku 2014.